# Юрий Ратас
Юрий Ратас (на естонски: Jüri Ratas) е естонски политик, министър-председател на Естония от 23 ноември 2016 до 26 януари 2021 г.

## Биография
Ратас е роден на 2 юли 1978 г. в Талин, Естония. Той е лидер на управляващата партия – Естонска Центристка Партия.
Той е заместник-председател на Рикога и кмет на Талин от 2005 до 2007 г. Като кмет на Талин той инициира програмата „Европейска зелена столица“.
През 2015 г. на парламентарните избори, Ратас е преизбран в парламента със 7932 гласа. През март е избран за втори заместник-председател на парламента.
На 5 ноември 2016 г. Ратас е избран за лидер на Центристката партия.
След като вторият кабинет на Таави Рьовас се разделя през ноември 2016 г. поради вътрешна борба, започват коалиционни разговори между Центристката партия, Социалдемократическата партия, Про Патрия съюз и Републиканския съюз. На 19 ноември трите страни се споразумяват за условията на новата коалиция, водена от Ратас. Той полага клетва като министър-председател на Естония на 23 ноември.
Ратас подава оставка на 13 януари 2021 след като съдът решава че Центристката партия е замесена в криминални дейности и купуване на влияние. Бизнесменът, който се занимава с имоти Хилър Тедър е също замесен. 
Ратас е женен и баща на три деца.